# Ріфіфі
«Ріфіфі» (фр. Du rififi chez les hommes) — найзнаменитіший фільм режисера Жуля Дассена, один з перших фільмів-пограбувань, вершина французького нуару. Знято 1955 року за однойменним романом Оґюста Ле Бретона. Музику до фільму написав Жорж Орік, головну роль виконав Жан Серве. Картина містить кілька сцен, що увійшли до золотого фонду світового кіно, — півгодинна сцена пограбування ювелірного магазину на вулиці Ріволі, знята з максимальною реалістичністю, у повній тиші; чуттєвий виступ Маґалі Ноель перед чоловіками у нічному клубі; передсмертна агонія головного героя за кермом автомобіля. 2000 року відновлена версія фільму з успіхом пройшла американськими кіноекранами.

## Сюжет
Тоні зі Сент-Етьєну (Сент-Ет'єнець, французькою le Stéphanois) відмотав 5-річний термін за пограбування ювелірного магазину. Повернувшись до Парижа, він насамперед відновлює знайомство зі своїм підопічним у злочинному світі — молодим Жо Шведом. У того є дружина і росте дитина, а Тоні самотній. Його подруга Мадо зрадила йому з Ґрюттером — гангстером, який заправляє нічним клубом «Золота доба». Заманивши колись кохану жінку до себе в квартиру, Тоні роздягає її … щоб сполосувати ременем. Мадо вирішує піти від Ґрюттера. Той звинувачує у всьому Тоні і прагне помсти.
Тим часом життєрадісний італієць Маріо пропонує Жо і Тоні пограбувати фешенебельний ювелірний магазин Mappin & Webb на рю Ріволі: достатньо розбити вітрину і прихопити кілька виставлених у ній дрібниць. Тоні погоджується брати участь у справі за умови, що спільники відкриють сейф, де зберігаються інші цінності. Для цього до справи підключають знаменитого міланського ведмежатника на прізвисько Цезар. Вночі всі четверо проникають у порожню квартиру над магазином, роблять отвір у підлозі, спускаються в магазин, за допомогою монтажної піни відключають сигналізацію і відкривають набитий коштовностями сейф.
Проблеми починаються, коли Цезар у пориві пристрасті дарує викрадений у магазині перстень одній зі співачок, які працюють на Ґрюттера. Побачивши персня, той одразу розуміє, що за гучним злочином стоїть його ворог Сент-Етьєнець. Він убиває Маріо та його дружину, а п'ятирічного сина Жо бере в заручники. На покарання за зраду інтересів банди Тоні вбиває Цезаря і за допомоги Мадо дістається заміської вілли, де тримає маленького заручника помічник Ґрюттера наркоман Ремі. Вбивши Ремі і забравши хлопчика, Сент-Етьєнець прямує до найближчого телефону, щоб повідомити про успіх, але не встигає, оскільки Швед уже виїхав у напрямку вілли з грошима як викуп за сина. Повернувшись на віллу, Сент-Етьєнець знаходить Шведа вбитим, а Ґрюттера — з валізою, повною грошей. У перестрілці він убиває Ґрюттера, але сам отримує важке смертельне поранення у живіт. Спливаючи кров'ю в кабріолеті Ґрюттера і ледь дотримуючись правил дорожнього руху в передсмертній агонії, він доставляє хлопчика до будинку, після чого вмирає за кермом, привертаючи цим увагу поліції, яка на задньому сидінні кабріолета відразу виявила валізу з кількома сотнями мільйонів франків.

## Обставини створення та виходу фільму
«Ріфіфі» — перший за 5 років фільм американського режисера Жуля Дассена, вигнаного в роки маккартизму з Голлівуду. Дассен виявився відлученим від професії за наклепом колег. Відлуння його гіркоти відчувається в сцені розправи Тоні над Цезарем (якого зіграв сам Дассен). Цю сцену, відсутню в романі, введено у фільм на вимогу самого режисера.
Роман Ле Бретона був сумішшю натуралізму (аж до некрофілії), мачизму і расизму. У книзі стосунки з'ясовують між собою угруповання, сформовані за національною ознакою. Цей бік книги викликав неприйняття Дассена, і він постарався згладити його. Сценарій він написав англійською лише за 10 днів. До затвердження режисером Дассена передбачалося, що картину поставить Жан-П'єр Мельвіль.
Що мені найбільше сподобалося, то це спостерігати за публікою в паризьких кінотеатрах. Респектабельні буржуа, що ходять у кіно, співпереживали злодіям під час пограбування. Коли я писав сценарій, я знав, що… фільм спрацює лише тоді, коли я змушу глядачів хвилюватися за них.
Фільм знімався на крихітний бюджет з акторами другого ряду. На роль гангстера, що опустився, обрали Жана Серве, який страждав на алкоголізм; роль Цезаря залишив собі режисер. Попри заперечення продюсерів, Дассен наполіг на відмові від бійок (без яких тоді не обходився у Франції жоден фільм кримінального жанру) і від знімання на сонячному світлі («все має бути сірим», — пояснював він).
Фільм мав успіх у Каннах, де Дассену присудили приз за найкращу режисуру. Особливо хвалили заключні сцени, де світ показано очима майже непритомного героя Серве. У США фільм мав цензурні труднощі; говорили про надмірні сцени насильства. Після додання повчального епіграфа з Біблії, фільм вийшов у американський прокат і мав там значний успіх. Дассен став першим, кому вдалося без втрат вирватися з чорного списку Голлівуду.
Деякі країни заборонили показ фільму, як свого роду підручника для злодіїв. Наприклад, у Мексиці оголошено, що фільм породив цілу хвилю пограбувань ювелірних магазинів.

## Критика
«Ріфіфі» встанови планку якості кримінального жанру у французькому кінематографі на кілька десятиліть вперед. «З одного з найгірших детективів, які я читав, Жуль Дассен створив найкращий кінодетектив, який я бачив», — захоплювався фільмом Франсуа Трюффо. На думку Базена, Дассен додав до кримінального жанру нечуваного досі гуманізму. Годар, навпаки, вважає, що фільм Дассена витримав випробування часом значно гірше, ніж натхненний ним же «Боб-гравець» або фільм «Не чіпай здобич» з Жаном Габеном у головній ролі.
Англомовних критиків у фільмі Дассена вразила кількість сцен жорстокості та насильства. Британська Daily Herald писала, що в порівнянні з французькою картиною «американська екранна жорстокість зійде за чаювання під покровом старовинного собору». Кінооглядач New York Times назвав «Ріфіфі» «чи не найвідточенішим кримінальним фільмом, будь-коли створеним у Франції». На думку Роджера Еберта, відлуння «Ріфіфі» чути в «Убивстві» Кубрика і «Скажених псах» Тарантіно.